# Aleksandr Baryshnikov
Aleksandr Baryshnikov (en ruso: Александр Георгиевич Барышников; Rusia, 11 de noviembre de 1948-San Petersburgo, 15 de septiembre de 2024) fue un atleta soviético, especializado en la prueba de lanzamiento de peso en la que llegó a ser subcampeón olímpico en 1980.

## Carrera deportiva
En los JJ. OO. de Moscú 1980 ganó la medalla de plata en el lanzamiento de peso, llegando hasta los 21.08 metros, tras su compatriota el también soviético Vladimir Kiselyov (oro con 21.35 m) y por delante del alemán Udo Beyer.